# 彩环塔螺

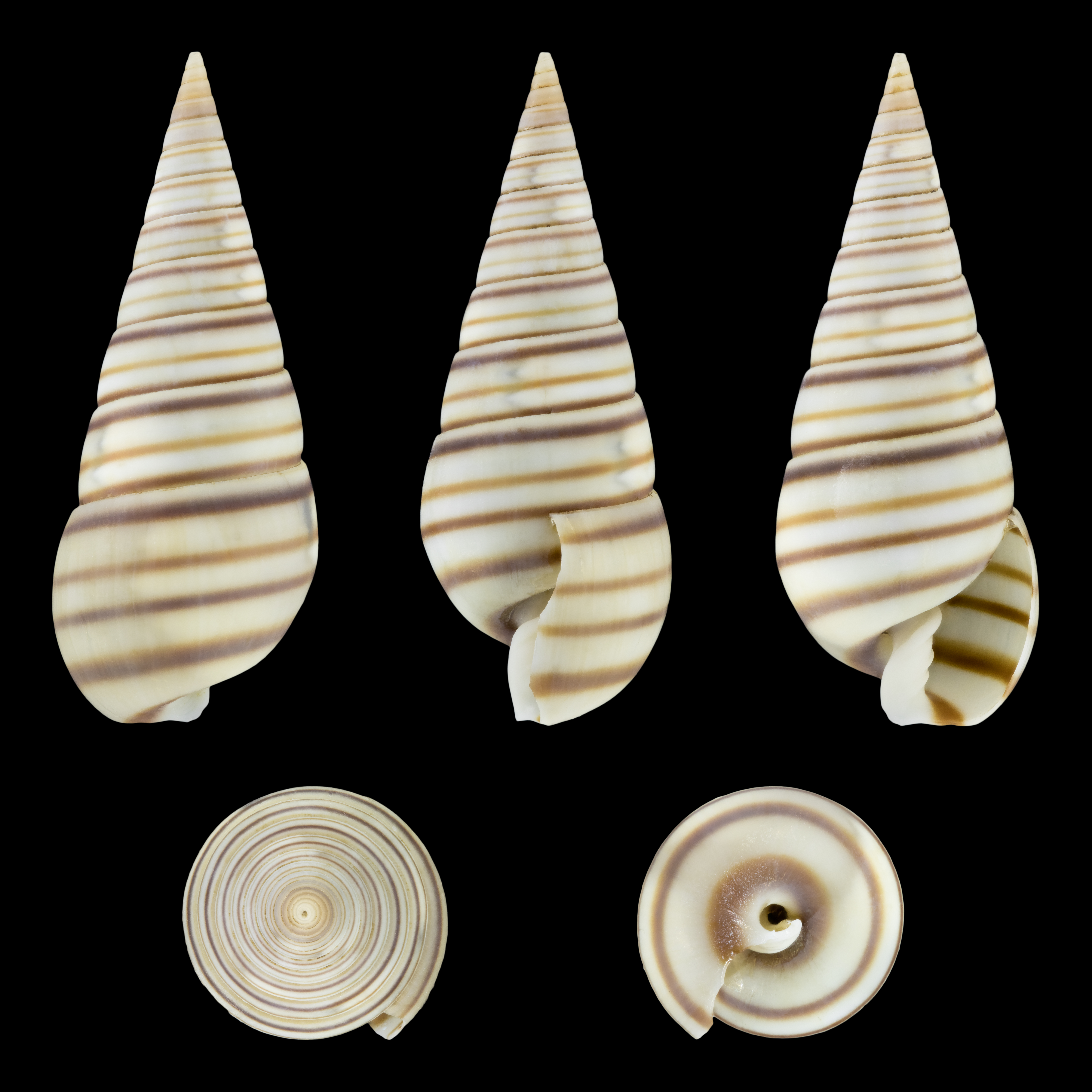
Pyramidella dolabrata var. terebellum

彩环塔螺（学名：Pyramidella dolabrata）是小塔螺科小塔螺属的物種。

## 分佈
本物種主要分佈於台湾金門、印度尼西亚及阿拉伯半島東部，常栖息在浅海。